# 卡普斯廷齊 (特諾皮爾州)
49°43′44″N 25°48′59″E / 49.72889°N 25.81639°E
卡普斯廷齊（羅馬化：Kapustyntsi）是烏克蘭的村落，位於該國西部捷爾諾波爾州，由捷尔诺波尔区負責管轄，始建於1830年，面積0.03平方公里，2001年人口204，人口密度每平方公里6,000人。